# Вербовой, Алексей Петрович
Алексей Петрович Вербовой (укр. Олексій Петрович Вербовий; 1899 год, село Анно-Леонтовичево — февраль 1978, Первомайск, Николаевская область, УССР) — передовик сельскохозяйственного производства, управляющий отделением семеноводческого совхоза имени 25 лет Октября Министерства совхозов СССР, Первомайский район Одесской области. Герой Социалистического Труда (1948).

## Биография
Родился в 1899 году в крестьянской семье в селе Анно-Леонтовичево (сегодня — Кропивницкий район Кировоградской области). Получил начальное образование. С 12-летнего возраста из-за трудного материального положения семьи работал батраком. После установления советской власти одним из первых вступил в сельскохозяйственную артель. В 1933 году окончил аграрный техникум в городе Прилуки. Работал нормировщиком, бригадиром, управляющим отделением. Член ВКП (б) с 1940 года.
В июне 1941 года призван на фронт. Участвовал в Великой Отечественной войне. Прошёл всю войну в качестве минера 163-го военно-строительного отряда 9-го фронтового управления оборонного строительства, был парторгом роты, дважды ранен.
После демобилизации работал управляющий отделением № 2 семеноводческого совхоза имени 25 октября Первомайского района Одесской (ныне — Николаевской) области. В 1947 году рабочие возглавляемого им отделения собрали по 30,2 центнера зерновых с каждого гектара на участке площадью 63,5 гектара. За эти выдающиеся достижения в 1948 году был удостоен звания Героя Социалистического Труда.
В дальнейшем, до выхода на пенсию, работал в системе совхозов.
Скончался в феврале 1978 года. Похоронен в городе Первомайск Николаевской области на кладбище по улице Каменномостовская.

## Награды
- Герой Социалистического Труда — указом Президиума Верховного Совета СССР от 13 марта 1948 года
- Орден Ленина
- Орден «Знак Почёта»
- Медаль «За отвагу»
- Медаль «За победу над Германией в Великой Отечественной войне 1941—1945 гг.»